# Mikrogasturbine
Eine Mikrogasturbine – auch kurz Mikroturbine genannt – ist eine besonders kleine Gasturbine, entwickelt (ca. 1990) insbesondere für den Einsatz in der dezentralen Energieversorgung im Leistungsbereich bis 200 kW elektrisch. Mikrogasturbinen sind gekennzeichnet durch ihre kompakte Bauform, hohe Drehzahl, niedrige Brennkammerdrücke und Temperaturen.
Neben der kleinen Leistung im Bereich zwischen 30 und 500 kW zeichnen sich die Turbinen durch eine einfache Technik aus. Die niedrigere Turbineneintrittstemperatur lässt ungekühlte Schaufeln zu. Um den Wirkungsgrad anzuheben, verwenden Mikrogasturbinen Rekuperatoren, die die verdichtete Luft vor dem Eintritt in die Brennkammer mit der Wärme des Abgases vorwärmen. Hierdurch sind Wirkungsgrade um 30 Prozent möglich.
Sie können mit einem breiten Spektrum an Kraftstoffen wie Erd- und Biogas sowie flüssigen Brennstoffen betrieben werden.

## Aufbau

Schnitt durch eine Mikrogasturbine

Mikrogasturbinen sind in der Regel Einwellenmaschinen, bei denen Generator, Radial-Verdichter und Turbine auf einer Welle befestigt sind. Die Welle dreht sich mit bis zu 96.000/min. Hervorzuheben ist, dass diese Welle luftgelagert ist, somit ohne Schmierstoffe arbeitet und damit Wartungsintervalle und -kosten wesentlich reduziert. Zudem benötigt die Mikrogasturbine kein Kühlwasser, was zusammen mit dem Verzicht auf Schmierstoffe eine kompakte Bauweise ermöglicht.
Ein wichtiger Unterschied zu den in Großkraftwerken eingesetzten Gasturbinen ist der Rekuperator, ein Wärmetauscher. Ein Rekuperator nutzt die Wärmeenergie aus den Turbinenabgasen und erwärmt damit die Verdichteraustrittsluft, bevor diese in die Brennkammer gelangt. Dadurch vermindert sich der benötigte Brennstoffeinsatz und es können höhere elektrische Wirkungsgrade erzielt werden. Dank der Rekuperatortechnik können elektrische Wirkungsgrade von 29 % bis 33 % (bezogen auf Hi) erreicht werden.
Die Verbrennungsluft tritt über den Generator in die Mikrogasturbine ein und kühlt diesen dabei. Anschließend wird die Luft im Radialverdichter auf etwa 4 bar (ü) komprimiert. Im Rekuperator wird sie durch die heißen Abgase vorgewärmt. In der Brennkammer kommt der Brennstoff hinzu und wird gezündet. Die heißen Verbrennungsgase werden durch die Arbeitsturbine entspannt und treiben so Verdichter und Generator an. Nachdem die Abgase einen Teil ihrer Wärmeenergie im Rekuperator abgegeben haben, verlassen sie die Mikrogasturbine in Richtung Abgaswärmetauscher oder Kamin.

## Funktionsbeschreibung
Die Basis für die Entwicklung von Mikrogasturbinen waren die Turbolader-Technologie und die Entwicklung aus der Luftfahrtindustrie. So wird ähnlich wie bei den Hilfstriebwerken in Flugzeugen der Strom über einen Permanentmagnet-Generator erzeugt, der ohne Zwischenschaltung eines mechanischen Getriebes gekoppelt ist.
Der Permanentmagnet des Generators ist hierbei direkt auf der Antriebswelle der Turbine angeordnet, so dass der Generator mit der gleichen Drehzahl wie die Turbine (z. B. 96.000/min) betrieben wird. Der so erzeugte hochfrequente Wechselstrom mit einer Frequenz von 1.600 Hz wird in der Leistungselektronik der Turbine zunächst gleichgerichtet und dann in Wechselstrom mit einer Frequenz von 50 Hz und einer Spannung von 400 V gewandelt.

## Einsatzgebiete
Einsatzgebiete der Mikrogasturbine aufgrund der technischen Charakteristika sind die Versorgung von Objekten mit Strom, Wärme, Kälte und Dampf. Damit ergeben sich breite Möglichkeiten sowohl bei privaten wie auch industriellen Anwendungsbereichen. Die Energiebedarfsstrukturen von größeren Wohnanlagen, Altenheimen und Krankenhäusern, Büro- und Verwaltungsgebäude sowie Schwimm- und Spaßbädern bieten Einsatzmöglichkeiten für Mikrogasturbinen.
Die Mikrogasturbinen eignen sich durch die kleinen Leistungseinheiten und die guten Betriebseigenschaften (nahezu konstanter Wirkungsgrad über ein breites Lastspektrum) für die geregelte dezentrale Energieversorgung. Durch den Einsatz der Mikroturbine in der Kraftwärmekopplung können Gesamtwirkungsgrade bis zu 85 % (bezogen auf Hi) bei Standardheizungsanlagen mit Temperaturen von 60/80 °C erreicht werden. Höhere Wirkungsgrade sind durch Optimierung der Wärmetauscher auf die Anwendungsfälle möglich.

### Mikrogasturbinen in Kraft-Wärme-Kopplung
Eine optimale Nutzung der Energie bringt die Kraft-Wärme-Kopplung, die eine gekoppelte Erzeugung und Nutzung von Strom und Wärme darstellt.
Vorteile:
- Thermische Nutzung der Abgaswärme mit geringem abgasseitigen Druckverlust
- Einbindung in moderne Heizungssysteme
- Optimierung des Jahresnutzungsgrades
- Anpassung an die Stromtarifstruktur (Reduzierung der Spitzenleistung, Vermeidung des Betriebs in Schwachlasttarifzeiten)
- Turbine für Erneuerbare Energien

Durch ihren einfachen Aufbau eignet sich die Turbine besonders zum Einsatz mit regenerativen Gasen, wie Klärgas, Deponiegas oder Biogas.

### Mikrogasturbinen in Kraft-Wärme-Kälte-Kopplung
Die Mikrogasturbine bietet durch die simple Ankopplung einer Absorptionskältemaschine die Möglichkeit, die Gesamtenergieversorgung eines Gebäudes zu gewährleisten. Das beinhaltet Strom, Wärme und Kälte. Eine solche Installation erreicht Wirkungsgrade von bis zu 90 % und eignet sich besonders in:
- gewerblich genutzten Hochhäusern
- größeren Supermärkten
- Krankenhäusern
- Banken
- Gewerbeeinheiten
- Mehrfamilienhäusern
- großen Hotels

## Besonderheiten
- Elektronisches Getriebe
- Keine Synchronisationseinrichtungen nötig
- Inselbetriebsfähigkeit
- Geringe Abgasemissionen (NOx < 30 mg/m³)
- Geringe Wartungskosten
- Geringe Schallemissionen (ca. 65 dB(A))
- Geringes Gewicht
- Kompakte Bauweise
- Abgastemperaturen von etwa 280 °C
- Für Kraft-Wärme-(Kälte-)Kopplung nutzbar
- Verschiedene Brennstoffe möglich: Erdgas, Flüssiggas, Fackelgas, Biogas, Kerosin und Heizöl

## Hersteller
Größter Hersteller ist die US-amerikanische Firma Capstone. Weitere Hersteller sind die Dürr AG, Turbec, Elliot und Ingersoll-Rand.